# Margaret Rawlings
Margaret Rawlings (5 de junio de 1906–19 de mayo de 1996) fue una actriz teatral británica.

## Biografía
Nacida en Osaka, Japón, sus padres eran el Reverendo George William Rawlings y su esposa, Lilian Boddington. Estudió en la Oxford High School y en el Lady Margaret Hall de Oxford. Se casó en dos ocasiones, la primera con el cineasta Gabriel Toyne, del cual se separó, y la segunda con Sir Robert Barlow, nombrado caballero en 1943.
Fue una de las fundadoras del sindicato de actores Equity, sirviendo como miembro del Consejo durante 30 años y como Vicepresidente en 1973–74 y 1975–76.
Margaret Rawlings falleció en Inglaterra en 1996, dos semanas antes de cumplir los noventa años. 

## Carrera teatral
Encontrándose todavía en Oxford, Margaret Rawlings actuó en el Teatro Little con la compañía de John Masefield. Su debut profesional tuvo lugar en marzo de 1927, estando en la compañía de repertorio Bernard Shaw de Charles Macdona (The Macdona Players), interpretando a Jennifer en The Doctor's Dilemma, y posteriormente actuando en The Philanderer, Arms and the Man, You Never Can Tell y The Dark Lady of the Sonnets.
Debutó en Londres el 22 de enero de 1928 con la Compañía Venturers, interpretando a Louise en Jordan en el Teatro Novello, y haciendo posteriormente una gira con las obras The Fanatics y Chance Acquaintance.
En octubre de 1928 trabajó en el Teatro Embassy de Londres interpretando a Vivian Mason en The Seventh Guest y a Moya en The Shadow, antes de hacer una gira con Maurice Colbourne y Barry Jones con un repertorio de George Bernard Shaw por Canadá y los Estados Unidos en 1929–30.

### Década de 1930
Entre sus papeles se incluyen:
- Nora Tanner en The Last Chapter, Teatro Noël Coward en mayo de 1930.
- Minn Lee en la pieza de Edgar Wallace On the Spot, Paris, 1930.
- Enfermera en Betrayal; Caviare; Bianco Capello en The Venetian, Teatro Little de Londres, diciembre de 1930-febrero de 1931.
- Papel principal en la obra de Oscar Wilde Salomé, Teatro Gate, mayo de 1931.
- Bianco Capello en The Venetian, Teatro Masque, debut en Nueva York, 31 de octubre de 1931.
- Elizabeth en The Barretts of Wimpole Street (Rudolph Besier), Teatro Criterion de Sídney, Australia, 23 de abril de 1932. Posteriormente fue Lu en The Good Fairy y She en Happy and Glorious.
- Fabienne en I Hate Men (escrita y dirigida por Peter Godfrey), con Hermione Gingold y Gabriel Toyne, Teatro Gate, febrero de 1933.
- Ricciarda en Lorenzaccio, de Alfred de Musset, junto a Ernest Milton, Teatro Shilling en Fulham (Londres), mayo de 1933.
- Mary Fitton en This Side Idolatry, de Talbot Jennings, con Leslie Howard como William Shakespeare, Teatro Lyric de Londres, octubre de 1933.
- Liza Kingdom en The Old Folks at Home, de H. M. Harwood, Teatro Queen’s, diciembre de 1933.
- Josefina en Napoleón (Alfred Sangster), con Edward Chapman, Teatro Embassy de Londres, septiembre de 1934.
- Jean en The Greeks Had a Word for It (Zoë Akins), con Hermione Baddeley y Angela Baddeley, Teatro Duke of York, noviembre de 1934.
- Ann Whitefield en Man and Superman y Eliza Doolittle en Pigmalión (George Bernard Shaw), para los Macdona Players, Teatro Cambridge (Londres), agosto de 1935.
- Katherine O’Shea en Parnell (Elsie T Schauffler), Teatro Ethel Barrymore de Nueva York, noviembre de 1935. 99 representaciones.
- Katherine O’Shea en Parnell (reescrita para poder representarse en Londres), Teatro Gate, abril de 1936 (con Wyndham Goldie en el papel principal). También en Teatro Noël Coward en noviembre de 1936.
- Charmian en Antonio y Cleopatra, dirigida por Theodore Komisarjevsky, New Theatre, octubre de 1936.
- Lady Macbeth para la Oxford University Dramatic Society, febrero de 1937.
- Mary Charrington y Lily James en Black Limelight (Gordon Sherry), Teatro Q y Teatro St James, abril de 1937.
- Helena en Las troyanas (Eurípides/Gilbert Murray), dirigida por Lewis Casson, Teatro Adelphi, diciembre de 1937.
- Karen Selby en The Flashing Stream (Charles Langbridge Morgan), Teatro Lyric, septiembre de 1938. Actuó en el mismo papel en el Biltmore de Nueva York en abril de 1939.
- Eliza Doolittle en Pigmalión, con Basil Sydney, Teatro Embassy, mayo de 1939. También en el Teatro Haymarket, junio de 1939.
- Stephanie Easton en You, Of  All People (Peter Rosser) con Leslie Banks y Lilli Palmer, Teatro Apollo, diciembre de 1939.

### Década de 1940
- Verna Mountstephan en A House in the Square (Diana Morgan), Teatro St Martin's, abril de 1940.
- Mrs Dearth en Dear Brutus (James Matthew Barrie), dirigida por John Gielgud, The Globe, enero de 1941.
- Gwendolen en La importancia de llamarse Ernesto (Oscar Wilde), Teatro Haymarket, abril de 1946.
- Titania en The Fairy Queen, Royal Opera House, diciembre de 1946.
- Vittoria Corombona en El diablo blanco (John Webster), Teatro Duchess, marzo de 1947.
- Marceline en The Unquiet Spirit (Jean-Jacques Bernard), Teatro Arts, febrero de 1949.
- Germaine en A Woman in Love (adaptada y dirigida por Michael Redgrave), Teatro Embassy, abril de 1949.

### Década de 1950
- La Condesa en The Purple Fig Tree (George Ralli), Teatro Piccadilly, febrero de 1950.
- Lady Macbeth, en el Macbeth de Alec Clunes, quien también dirigió, Teatro Arts, junio de 1950.
- Anna Sergievna en Spring at Marino (Constance Cox), dirigida por John Fernald, Teatro Arts, febrero de 1951.
- Zabrina en Tamburlaine the Great (Christopher Marlowe), con Donald Wolfit en el papel principal, bajo la dirección de Tyrone Guthrie, Old Vic, septiembre de 1951.
- Lysistrata en The Apple Cart (El carro de manzanas) (George Bernard Shaw) con Noël Coward como Rey Magnus, dirigida por Michael Macowan, Teatro Haymarket, mayo de 1953.
- La Condesa en The Dark is Light Enough (Christopher Fry), dirigida por Peter Brook, Teatros Arts, Salisbury y Windsor, 1955.
- Mistress Ford en Las alegres comadres de Windsor y Paulina en The Winter’s Tale, con Paul Rogers, Old Vic, temporada 1955-56.
- Papel titular en Fedra (Jean Racine), Theatre-in-the-Round, noviembre de 1957 y gira.

### Década de 1960
- Papel titular en Sappho, Festival de Edimburgo, agosto de 1961.
- Alex Bliss en Ask Me No More, Teatro Royal Windsor, mayo de 1962.
- Papel titular de Fedra, Arts Cambridge, mayo de 1963.
- Ella Rentheim en John Gabriel Borkman (Henrik Ibsen), Teatro Duchess, diciembre de 1963.
- Yocasta en Edipo rey, Nottingham Playhouse, noviembre de 1964.
- Gertrudis en Hamlet, Festival de Ludlow, julio de 1965.
- Usula Maria Torpe en Torpe’s Hotel, Teatro Yvonne Arnaud de Guildford, octubre de 1965.
- Mrs Bridgenorth en Getting Married (George Bernard Shaw), dirigida por Frank Dunlop, Teatro Strand, abril de 1967.
- Carlotta en A Song at Twilight (Noël Coward), 1968.

### Década de 1970
- Giza en Catsplay, Teatro Greenwich, octubre de 1973.
- Aparecida en Mixed Economy, King’s Head, 1977.
- Emperatriz Eugenia en una actuación en solitario, Festival de Cambridge de julio de 1978; Teatros May Fair y Vaudeville, febrero de 1979; Teatro Yvonne Arnaud en julio de 1979; y el Festival de Dublín, en octubre de 1979.

## Cine y televisión
Entre los filmes en los cuales actuó Margaret Rawlings figuran:
- Vacaciones en Roma 1953
- Beautiful Stranger 1954
- No Road Back 1956
- Hands of the Ripper 1971
- Follow Me! 1971

Entre sus trabajos televisivos se incluyen The Somerset Maugham Hour, The Plane-Makers y Wives and Daughters. Margaret Rawlings también participó en innumerables programas radiofónicos, así como en grabaciones dramáticas, y de obras en prosa y verso.